# Memories (canción de David Guetta)
«Memories» es el cuarto sencillo del disc jockey francés David Guetta del álbum de estudio One Love. Cuenta con la voz del rapero estadounidense Kid Cudi. Fue lanzado el 15 de febrero de 2010. «Memories» Cuenta con dos Samples de las canciones «Manureva» del cantante Parisino, Alain Chamfort, así como de «Right Here, Right Now» del Dj Británico, Fatboy Slim.

## Antecedentes y producción
Mientras viajaba a Los Ángeles para reunirse con los Black Eyed Peas y grabar algunas canciones a petición de Will.i.am, Guetta, para pasar el rato en el avión, compuso parte de la base instrumental de lo que sería Memories. Durante el rodaje del video musical de I Gotta Feeling de los Black Eyed Peas, Will.i.am le presentó a Kid Cudi, ya que ambos hacían un pequeño cameo en el videoclip. Entre escena y escena le mostró la base que había compuesto. Cudi, sin dudarlo, le dijo: "mañana la grabamos".

## Recepción crítica
«Memories» recibió críticas muy variadas. Por un lado, el portal de música Daily Music Guide le otorgó una estrella sobre cinco, alegando que « desde el momento en que los acordes de piano sincopados y los bajos comienzan a golpear, es posible que empieces a perder las ganas por vivir ». También añadió que « nada en este tema lucha contra la mediocridad ». Por otro lado, Fraser McAlpine, de la cadena de entretenimiento BBC, valoró la canción de forma mucho más positiva, con cuatro estrellas de cinco. También Robert Copsey de Digital Spy evaluó la canción de forma similar, dándole una puntuación de 3 sobre 5 estrellas. « Aquí [David Guetta] recluta a Kid "Day N' Nite" Cudi para aportar las vocales sobre sus beats de piano marca de la casa. Todas las creaciones de un clásico Guetta son correctas y actuales, y las despreocupadas y dulces vocales de Cudi son suficientemente agradables. Es difícil evitar llegar a la conclusión de que "Memories" no añade nada nuevo a un sonido que parece que se apoderó del 2009 ».
También la canción generó comparaciones con los cantantes Pitbull, Will.I.Am y el dúo LMFAO, ya que David Guetta no solo había colaborado con Kid, sino que con demás cantantes similares.

## Video musical

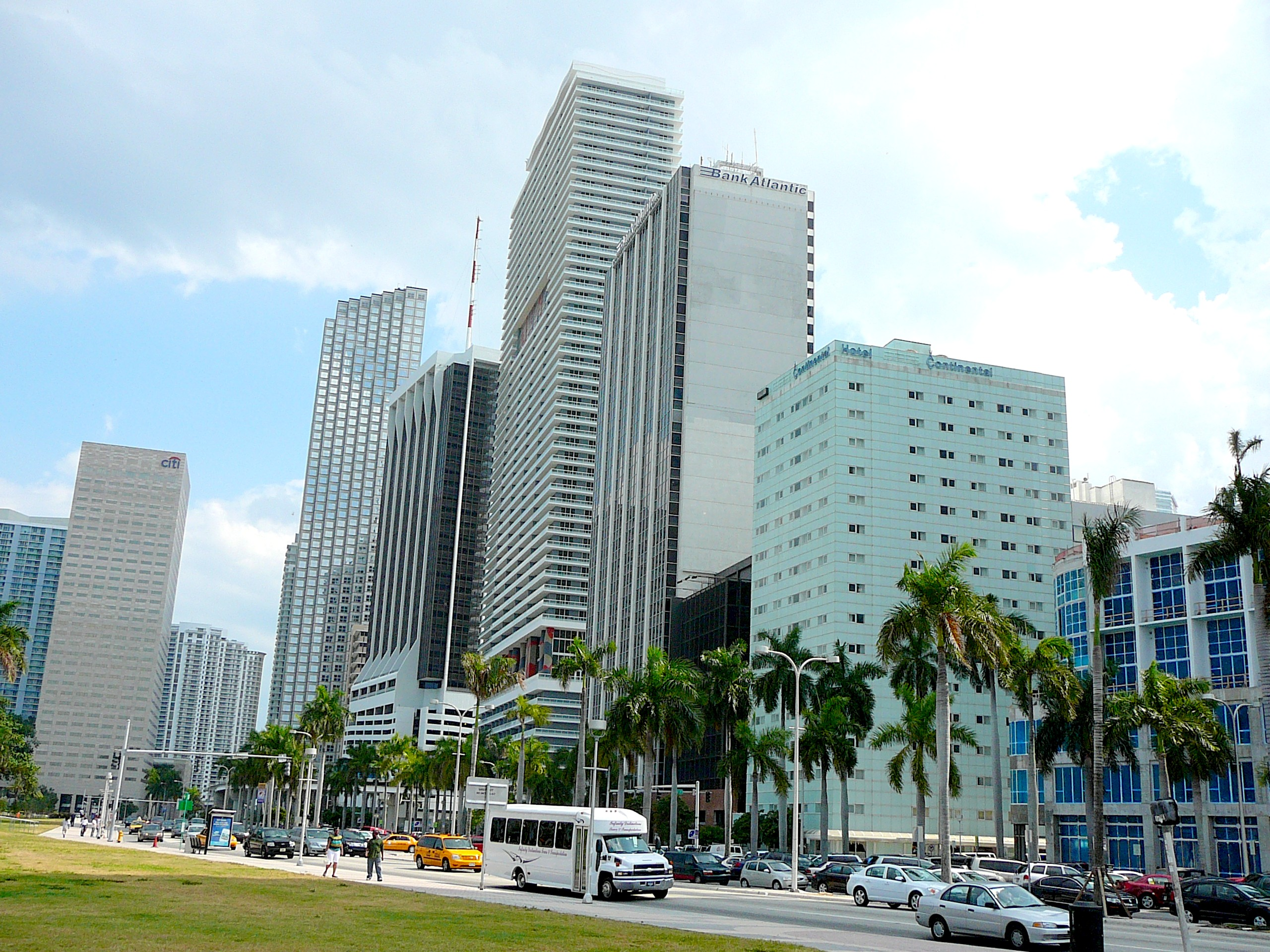
Parte del video musical fue rodado en el Biscayne Boulevard, en Miami.

El video musical del sencillo fue dirigido por Keith Schofield y grabado en Miami el 4 de enero de 2010. Muestra a Kid Cudi y David Guetta andando a lo largo del Biscayne Boulevard mientras un grupo de mujeres desnudas les graba. El video juega con la censura, ya que a dichas mujeres solo se las ve en reflejos de espejos, metales o cristales, y cuando eso ocurre, sus partes íntimas son tapadas con la letra de la canción. Otra parte del videoclip se rodó en un salón de belleza Franck Provost. Allí, donde entra Kid Cudi seguido por las cámaras, una peluquera está utilizando un secador de pelo con un hombre calvo y otra echa espuma de afeitar en círculo sobre la cabeza de un cliente. Por último, las escenas en las que Guetta y Cudi están en un club pinchando y cantando fueron rodadas en la discoteca Nocturnal.
El video fue presentado por primera vez en la web de Guetta el 7 de febrero únicamente para usuarios registrados. Al día siguiente fue presentado en YouTube y en abierto en la web del dj francés. No obstante, se filtró en internet el 5 de enero un vídeo que contenía escenas grabadas en el club Nocturnal.

## Lista de canciones
| Promo CD (solo Radio y DJs) |                                |          |  |
| N.º                         | Título                         | Duración |  |
| 1.                          | «Memories» (Original)          | 3:28     |  |
| 2.                          | «Memories» (Versión implícita) | 3:29     |  |
| 3.                          | «Memories» (Extendida)         | 5:19     |  |

| Sencillo CD |                                       |          |  |
| N.º         | Título                                | Duración |  |
| 1.          | «Memories» (Original)                 | 3:28     |  |
| 2.          | «Memories» (F*** Me I'm Famous Remix) | 6:06     |  |

| Maxisencillo 12" |                                       |          |  |
| N.º              | Título                                | Duración |  |
| 1.               | «Memories» (Extendida)                | 5:19     |  |
| 2.               | «Memories» (Bingo Players Remix)      | 6:22     |  |
| 3.               | «Memories» (F*** Me I'm Famous Remix) | 6:06     |  |
| 4.               | «Memories» (Armand Van Helden Remix)  | 5:29     |  |

| Maxi CD sencillo / EP sencillo 1 |                                       |          |  |
| N.º                              | Título                                | Duración |  |
| 1.                               | «Memories» (Original)                 | 3:28     |  |
| 2.                               | «Memories» (Extendida)                | 5:19     |  |
| 3.                               | «Memories» (F*** Me I'm Famous Remix) | 6:06     |  |

| EP sencillo 2 |                                       |          |  |
| N.º           | Título                                | Duración |  |
| 1.            | «Memories» (Extendida)                | 5:19     |  |
| 2.            | «Memories» (Extendida)                | 5:19     |  |
| 3.            | «Memories» (F*** Me I'm Famous Remix) | 6:06     |  |
| 4.            | «Memories» (Armand Van Helden Remix)  | 5:29     |  |
| 5.            | «Memories» (Bingo Players Remix)      | 6:22     |  |
| 6.            | «Memories» (JP Candela Remix)         | 6:45     |  |
| 7.            | «Memories» (Donaeo Remix)             | 3:45     |  |

## Posición en las listas de éxitos
| Europa          |                |          |
| País            | Lista musical  | Posición |
| Alemania        | Top 100        | 6        |
| Austria         | Top 40         | 2        |
| Bélgica         | Top 50 Flandes | 2        |
| Bélgica         | Top 40 Valonia | 1        |
| Bulgaria        | Top 40         | 2        |
| Dinamarca       | Top 40         | 8        |
| Eslovaquia      | Top 100        | 5        |
| España          | Top 50         | 20       |
| Finlandia       | Top 20         | 4        |
| Francia         | Top 100        | 5        |
| Hungría         | Dance Top 40   | 1        |
| Irlanda         | Top 50         | 5        |
| Países Bajos    | Top 40         | 3        |
| Noruega         | Top 20         | 11       |
| Portugal        | Top 50         | 6        |
| Reino Unido     | Top 75         | 15       |
| Reino Unido     | Dance Chart    | 3        |
| República Checa | Top 100        | 2        |
| Rusia           | Top 20         | 17       |
| Suecia          | Top 60         | 14       |
| Suiza           | Top 75         | 7        |

| África         |                        |          |
| País           | Lista musical          | Posición |
| Sudáfrica      | 5FM Top 40             | 1        |
| América        |                        |          |
| País           | Lista musical          | Posición |
| Argentina      | Top 100                | 77       |
| Brasil         | Top 30 Dance Club Play | 1        |
| Canadá         | Canadian Hot 100       | 18       |
| Estados Unidos | Billboard Hot 100      | 46       |
| Estados Unidos | Hot Dance Club Play    | 7        |
| Estados Unidos | Pop Songs              | 22       |
| Oceanía        |                        |          |
| País           | Lista musical          | Posición |
| Australia      | Top 75                 | 3        |
| Nueva Zelanda  | Top 40                 | 4        |
| Internacional  |                        |          |
| País           | Lista musical          | Posición |
| Europa         | European Hot 100       | 3        |
| Mundo          | Top 40                 | 17       |

## Certificaciones
| América        |                |      |            |    |         |        |
| Estados Unidos | RIAA           | 2012 | Oro        | ●  | 500 000 | [ 23 ] |
| Europa         |                |      |            |    |         |        |
| Alemania       | BVMI           | 2010 | Platino    | ▲  | 300 000 | [ 24 ] |
| Austria        | IFPI Austria   | 2011 | 2× Platino | 2▲ | 30 000  | [ 25 ] |
| Bélgica        | IFPI Bélgica   | 2010 | Oro        | ●  | 10 000  | [ 26 ] |
| Dinamarca      | IFPI Dinamarca | 2010 | Oro        | ●  | 15 000  | [ 27 ] |
| Italia         | FIMI           | 2010 | Oro        | ●  | 35 000  | [ 28 ] |
| Reino Unido    | BPI            | 2010 | Plata      | ●  | 200 000 | [ 29 ] |
| Oceanía        |                |      |            |    |         |        |
| Australia      | ARIA           | 2010 | 2× Platino | 2▲ | 140 000 | [ 30 ] |
| Nueva Zelanda  | RIANZ          | 2010 | Platino    | ▲  | 10 000  | [ 31 ] |

## Créditos
- Vocales: Kid Cudi
- Productor: David Guetta
- Coproductor: Frédéric Riesterer
- Diseño: Tim&John.[32]